# Ovid (Colorado)
Pour les articles homonymes, voir Ovid.
Ovid est une ville américaine située dans le comté de Sedgwick dans le Colorado.
Selon le recensement de 2010, Ovid compte 318 habitants. La municipalité s'étend sur 0,16 milles carrés (0,41 km2).
La ville est nommée en l'honneur de Newton Ovid.